# فرانك هوارد (رسام)
فرانك هوارد (بالإنجليزية: Frank Howard)‏ (و. 1805 – 1866 م) هو رسام بريطاني، ولد في لندن، توفي في ليفربول، عن عمر يناهز 61 عاماً.